# Краківський економічний університет
Економічний університет у Кракові(пол. Uniwersytet Ekonomiczny w Krakowie) — найбільший з усіх польських державних економічних університетів, а за кількістю студентів - найбільший в країні взагалі. Є третім за розмірами вищим навчальним закладом у Кракові після Ягеллонського університету та Гірничо-металургійної академії. Заснований у 1925 році. Його кампус розташований поряд з історичним середньовічним центром міста. На додаток до основного кампусу в Кракові університет також має сім центрів дистанційної освіти в різних містах регіону.

## Історія
Хоча офіційним роком заснування університету вважається 1925 рік, витоки його сягають кінця 19 століття. 
1882 року у Кракові була заснована торгова школа економічного профілю, відома як Комерційна академія (варто пояснити, що на польських землях під австрійською владою звання «Академія» надавалося комерційним школам, які проводили курси для випускників середніх шкіл). Школа призначалася для випускників четвертого класу середніх шкіл. 
1924 року було засновано навчальний заклад, який пропонував 2-річні навчальні курси для випускників шкіл, під назвою «Товариство сприяння товарознавству в Кракові». Після злиття цих двох закладів 28 травня 1925 року і виник сьогоднішній 'Економічний університет у Кракові', щоправда тоді він мав назву «Вище комерційне училище», відкриття його відбулося 1 жовтня 1925 року.
1937 року училище стало комерційною академією. Після початку війни академію, як і інші польські університети, закрили, а її професорів — разом із викладачами Ягеллонського університету та Гірничої академії — заарештували й вислали до концтабору. Але заклад не припиняв своєї діяльності,- таємно проводилось навчання для невеликої кількості студентів. 
У 1950 році відновлену після війни академію було перетворено на «Вищу економічну школу» з трьома факультетами. У 1974 році заклад перейменували в «Академію економіки у Кракові», а через рік урочисто відзначили його 50-річчя. Після політичних змін у 1989 році були започатковані нові напрямки розвитку, кількість студентів також швидко зросла. 25 серпня 2007 р. закладу присвоєно нинішню назву – «Економічний університет у Кракові».

## Структура університету
З 1 жовтня 2019 року в університеті працюють такі коледжі та інститути:
- Коледж економіки, фінансів та права:
  - Інститут економіки,
  - Інститут фінансів,
  - Інститут методів обліку,
  - Інститут права,
- Коледж економіки та державного управління:
  - Інститут державної політики та управління,
  - Інститут управління та містобудування,
  - Інститут політології, соціології та філософії,
- Коледж менеджменту та якості:
  - Інститут менеджменту,
  - Інститут якості та менеджменту продукції.

## Загальноуніверситетські та міжфакультетні підрозділи
- Краківська бізнес-школа

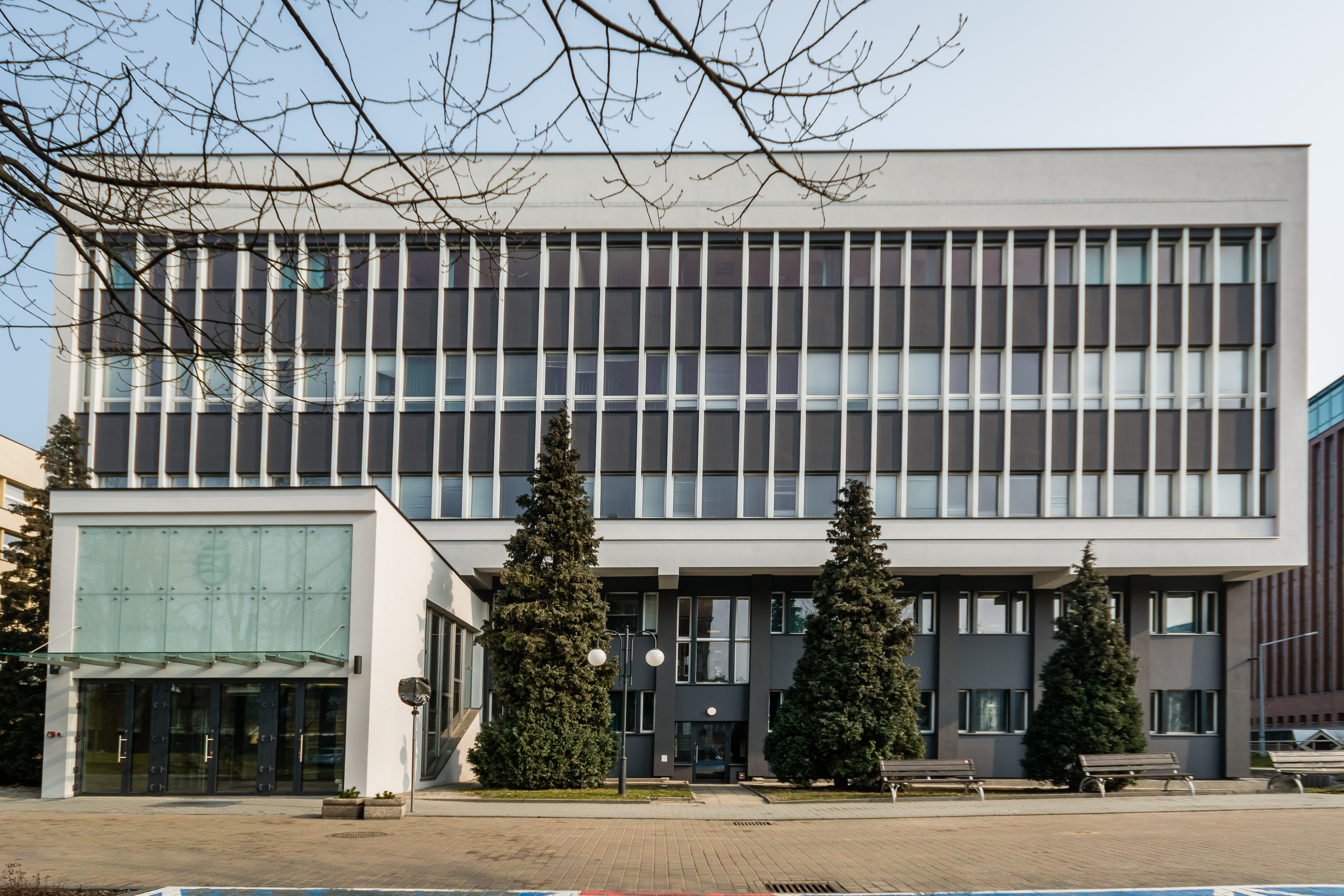
Центральна бібліотека університету

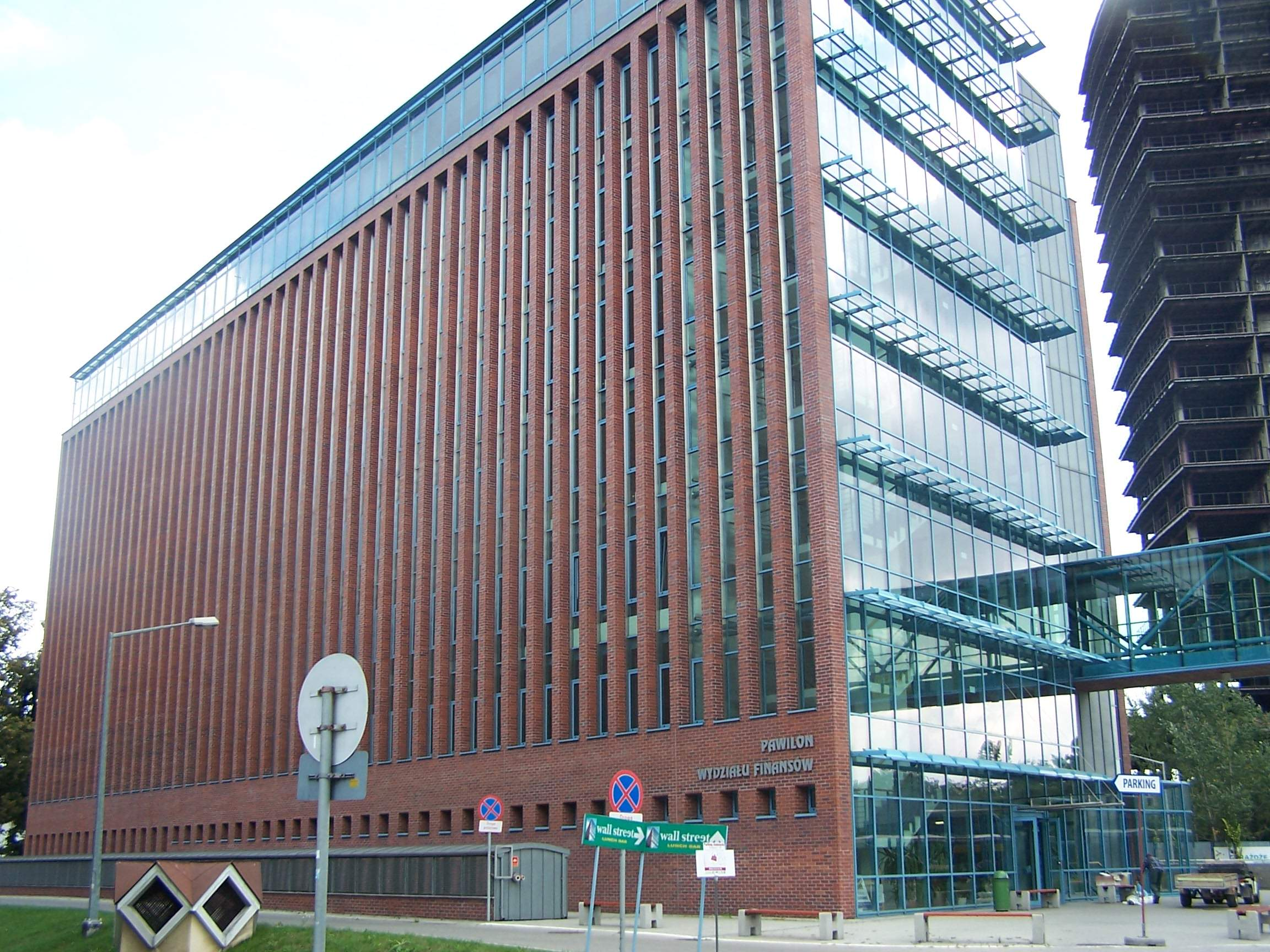
Корпус F

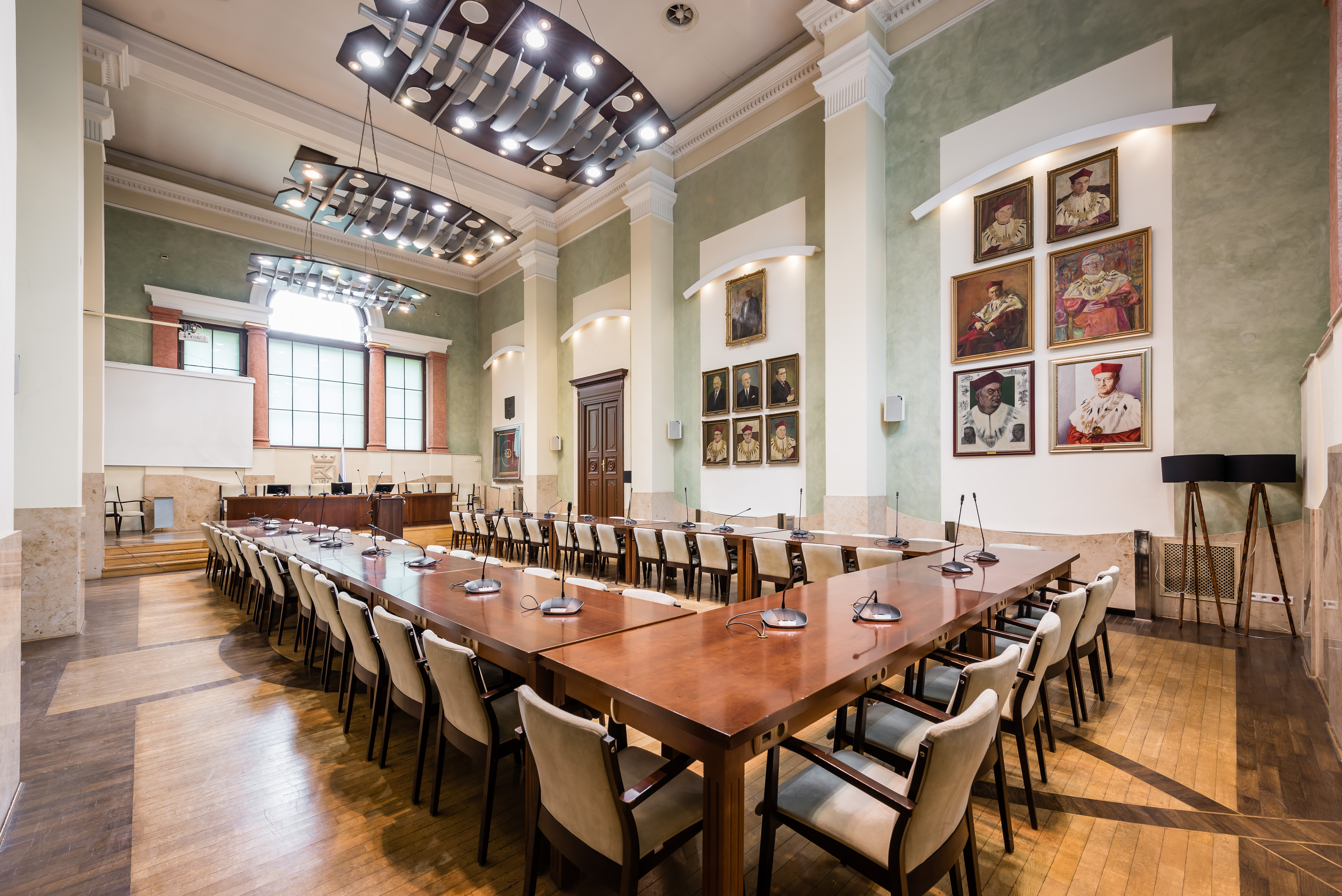
Сенатська зала в головному корпусі

- Малопольська школа державного управління
- Центр електронного навчання
- Регіональний інформаційний центр європейської інтеграції
- Мовний центр
- Навчання фізичного виховання і спорту
- Музей економічного університету в Кракові
- Головна бібліотека Університету економіки в Кракові
- Науковий відділ
- Відділ трансферу знань та міжнародних проектів [Архівовано 19 червня 2022 у Wayback Machine.]

## Міжнародна співпраця
Університет є членом багатьох міжнародних організацій та мереж, таких як:
- Асоціація університетів Європи (EUA)
- Міжнародна рада з відкритої та дистанційної освіти[en] (ICDE)
- Дунайська конференція ректорів (DRC)
- Мережа міжнародних шкіл бізнесу та економіки [Архівовано 7 березня 2022 у Wayback Machine.] (NIBES)
- Європейський бізнес-консорціум (EBC)
- Асоціація економічних університетів Південної та Східної Європи і Чорноморського регіону (ASECU)
- Міжнародна освітня мережа знань (IEKN)
- Центральноєвропейська програма обміну між університетами (англ. Central European Exchange Program for University Studies, CEEPUS)